# Francesco Cacucci

Wappen von Francesco Cacucci als Erzbischof von Bari-Bitonto

Francesco Cacucci (* 26. April 1943 in Bari) ist ein italienischer Geistlicher und emeritierter römisch-katholischer Erzbischof von Bari-Bitonto.

## Leben
Francesco Cacucci besuchte das kleine Priesterseminar des Erzbistums Bari und studierte Philosophie am Päpstlichen Regionalseminar von Molfetta sowie Theologie an der Fakultät San Luigi von Posillipo. Am 29. Juni 1966 empfing er die Priesterweihe. Er war in der Seelsorge in Bari tätig sowie Vizerektor des Kleinen Seminars. Außerdem unterrichtete er Religion an einem Gymnasium der Stadt, Dogmatik an der Höheren Institut für Theologie für die Laien und an der Fakultät für Ökumenische Theologie in Bari. Er war im Bistum verantwortlich für die Aus- und Weiterbildung des Klerus, Mitglied des Presbyteralrates und des Beraterkollegiums sowie diözesaner Assistent der Katholischen Aktion.
Papst Johannes Paul II. ernannte ihn am 16. April 1987 zum Weihbischof in Bari-Bitonto und zum Titularbischof von Castellum Medianum. Der Erzbischof von Bari-Bitonto, Andrea Mariano Magrassi OSB, spendete ihm am 13. Juni desselben Jahres die Bischofsweihe; Mitkonsekratoren waren Domenico Padovano, Bischof von Conversano-Monopoli, und Michele Mincuzzi, Erzbischof von Lecce. Als Wahlspruch wählte er Pro ovibus suis.
Am 8. April 1993 ernannte ihn der Papst zum Erzbischof von Otranto. Am 3. Juli 1999 wurde er zum Erzbischof von Bari-Bitonto ernannt und am 8. September desselben Jahres in das Amt eingeführt. Cacucci war von 1977 bis 1999 Päpstlicher Delegat der Basilika San Nicola. In der italienischen Bischofskonferenz war er Präsident der Bischöflichen Kommission für Kultur und soziale Kommunikation und zudem Vorsitzender der Bischofskonferenz von Apulien.
Am 29. Oktober 2020 nahm Papst Franziskus seinen altersbedingten Rücktritt an.
Vom 19. Februar bis zum 29. Juni 2022 war er während der Sedisvakanz Apostolischer Administrator des Bistums Cerignola-Ascoli Satriano.
Francesco Cacucci ist Großkreuzritter des Ritterordens vom Heiligen Grab zu Jerusalem und war von 1999 bis 2021 Großprior der italienischen Statthalterei Meridionale Adriatica.